# Bukovec (zámek)
Zámek Bukovec (německy Mogolzen) je barokní zámek z 18. století stojící v obci Bukovec v Plzeňském kraji. Vznikl přestavbou původní středověké tvrze z roku 1177. Za stavitele jsou označováni bratři Dobrohost a Mutina z Bukovce. Tvrz pak vystřídala řadu majitelů, včetně pánů z Velhartic či třeba Lobkowiczů. Přestavba proběhla v roce 1771 a zámek začal být posléze využíván jako fara, jelikož funkci správního centra převzal nedaleký zámek Čečovice a funkci panského sídla zámek v Horšovském Týně. 

## Vzhled zámku
Zámek je obdélná jednopatrová stavba tvořící dominantu obce. Cenná jsou sklepení s původními středověkými prvky. 